# Витторф, Йон
Йон Фри́дрих Ви́тторф (нем. John Friedrich Wittorf; 5 сентября 1894, Штеллинген — 19 июня 1981, Гамбург) — немецкий политик-коммунист, близкий друг Эрнста Тельмана. Одно из главных действующих лиц «аферы Витторфа».

## Биография
Портовый рабочий Витторф вступил в Независимую социал-демократическую партию Германии в 1917 году, относился к её левому крылу и в конце 1920 года вступил в Коммунистическую партию Германии. Близкий друг Эрнста Тельмана, Витторф с 1925 года перешёл на партийную работу, состоял в окружном правлении партии в Вассерканте. В 1927—1928 годах был депутатом гамбургского парламента и членом ЦК КПГ.
В 1928 году появилась информация о растрате партийной кассы по вине Витторфа, по разным сведениям составившей от 1800 до 3000 рейхсмарок. Поначалу Витторф, Тельман и другие руководители компартии в Гамбурге в разбирательствах не упоминались, а к ответу был привлечён кассир окружного правления Рихард Демель. Впоследствии расследованием занялись члены ЦК КПГ Гуго Эберлейн и Герхарт Эйслер, входившие во внутрипартийную оппозиционную группу «примиренцев», и в сентябре 1928 года Витторф был исключён из рядов КПГ.
Разоблачение растратчика Витторфа и попытки замять дело привели к кратковременному отстранению Эрнста Тельмана от должности председателя КПГ в сентябре 1928 года, но вскоре он вернулся на свой пост в результате окончательной сталинизации КПГ. Йон Витторф в дальнейшем полностью отошёл от политической деятельности.